# Xiangxi Tujia en Miao Autonome Prefectuur
Xiangxi Tujia en Miao Autonome Prefectuur, kortweg Xiangxi, is een autonome prefectuur van de Volksrepubliek China. Het is gelegen in het westen van de provincie Hunan. De prefectuur, met als hoofdstad Jishou, bestaat uit één stad, Jishou en zeven gemeentes: Baojing, Fenghuang, Guzhang, Huayuan, Longshan, Luxi, Yongshun. Zhangjiajie en Sangzhi maakten ooit deel uit van deze autonome prefectuur.

## Demografie
In 2006 woonden er 2,7 milijoen mensen in Xiangxi. Er woonden ongeveer 175 personen per vierkante kilometer. Van de inwoners heeft de meerderheid (ongeveer twee miljoen mensen) een culturele achtergrond die behoort tot de Chinese minderheden. De minderheden vormen hier mee 75% van de bevolking. Van de minderheden behoren 1,1 miljoen mensen tot de volk Tujia-Chinezen en 895.000 mensen tot de Miao-Chinezen.